# Cattedrale della Trinità (Sacramento)
La cattedrale della Trinità (in inglese: Trinity Cathedral) è una cattedrale episcopale situata a Sacramento, in California, Stati Uniti d'America. La chiesa è sede della diocesi episcopale della California settentrionale.
La chiesa della Trinità è stata edificata tra il 1900 ed il 1903. Nel 1910 è stata elevata a procattedrale. A causa di difficoltà finanziarie nel 1934 venne unita alla Chiesa di St. Paul per la creazione della Christ Church Cathedral. La chiesa della Trinità divenne cappella. Dopo la seconda guerra mondiale la Trinità divenne parrocchia nel 1946 e di nuovo procattedrale nel 1948. La prima pietra dell'attuale edificio è stata posta il 30 maggio 1955 e la cattedrale è stata dedicata il 23 ottobre dello stesso anno.